# الإمبراطور سينكا
الإمبراطور سينكا (باليابانية: 宣化天皇 سينكا تينو) هو الإمبراطور الثامن والعشرون في اليابان حسب قائمة أباطرة اليابان. لا يوجد أي تواريخ محددة عن فترة حياته أو حكمه. ولكن يعتقد أن فترة حكمه كانت في أوائل القرن السادس الميلادي.